# Yamangalea
Yamangalea este un gen de păianjeni din familia Salticidae. Au fost descoperiți de Wayne Paul Maddison în anul 2009, în zona Pacificului de Sud.
În septembrie 2019 era împărțită in două specii, găsite in Australia si Papua Noua Guinee:
1. Yamangalea Frewana
2. Yamangalea Lubinae[4]